# 南陽公主 (隋)
南陽公主（なんようこうしゅ、生没年不明）は、中国の隋の煬帝の長女。宇文士及の妻。

## 略歴
煬帝の長女として生まれ、容姿が美しい上に志が高く節操があり、どのような時でも必ず礼儀正しくふるまった。14歳で宇文士及に嫁いだが、夫にうやうやしく尽くし、義父の宇文述が病気で死去した時には、公主自ら飲食を作り、手ずから食べさせたので、世間の賞賛を浴びた。
618年、夫の兄宇文化及が煬帝を殺すと、南陽公主は彼に同行し、聊城に至った。宇文化及が竇建徳に敗れると、宇文士及は西に逃れて唐に帰順し、公主は竇建徳に保護される身となった。竇建徳の引見の際、隋の遺臣たちはみな恐れおののき平静でいられなかったが、公主だけは顔色を変えず落ち着きはらっていた。公主は竇建徳に隋の滅亡の有様を語り、仇を討てなかった怨みを涙ながらに述べたので、竇建徳以下彼女の話を聞いた者はみな涙を流し、彼女に敬意を抱いたという。
南陽公主には宇文士及との間に宇文禅師という10歳の息子がいたが、竇建徳が宇文化及を処刑する際、禅師も反逆者の一族として処刑されなければならなくなった。竇建徳は配下の於士澄を公主のもとにやり、「公主の子は法によれば処刑されなければなりませんが、もしそれに忍びなければ、留め置くことを許しましょう」と伝えた。だが公主は於士澄に対し「そなたは隋の高官だったではありませんか、そのようなことは問われるまでもありません」と泣きながら答えたので、結局竇建徳は禅師を処刑した。間もなく公主は竇建徳に願い出て出家し、尼となった。
竇建徳が唐に敗れると、南陽公主は長安に戻ろうとした。洛陽で前夫の宇文士及が公主に再会を求めたが、公主は会おうとしなかった。宇文士及は戸外で復縁を求めたが、公主は「私とあなたの家は仇敵の間柄です。ただあなたが謀反に関わっていなかったのを知っているので、この手で仇を討てないのが口惜しいのです」と言って拒否し、速やかに立ち去るようにと叱責した。宇文士及がなおも粘ると、公主は怒って「死にたいと仰るのならば、会ってもいいでしょう」と答えた。宇文士及はその言葉の痛切なさまを聞いて、公主の考えを変えることはできないと悟り、拝礼して立ち去った。

## 伝記資料
- 『隋書』巻80 列伝第45
- 『北史』巻91 列伝第79